# Andreas Singer
Andreas Sebastian Singer (* 1971 in Stuttgart) ist ein deutscher Richter und Verwaltungsjurist. Er ist seit 2023 Präsident des Oberlandesgerichtes Stuttgart.

## Leben

### Ausbildung
Singer wuchs ins Gerlingen auf und studierte Rechtswissenschaften in Tübingen sowie in der niederländischen Stadt Leiden und machte das Referendariat am Landgericht Stuttgart. Er wurde mit einer Arbeit über den „Persönlichkeitsschutz in Nachbarschaftslagen – zum systemimmanenten Ausbau des nachbarrechtlichen Ausgleichsanspruchs gem. § 906 Abs 2 Satz 2 BGB“ zum Dr. promoviert.

### Laufbahn
Andreas Singer trat 1998 in den Justizdienst ein und war zunächst als Strafrichter am Amtsgericht Stuttgart tätig. Anschließend folgte eine vierjährige Abordnung an das Ministerium der Justiz Baden-Württemberg. Dort arbeitete er zuerst im IT-Referat und danach als Pressesprecher unter Minister Ulrich Goll (FDP). Singer war dann von 2003 bis 2006 als Zivilrichter am Landgericht Stuttgart insbesondere in den Bereichen Presse‑, Wettbewerbs- und Urheberrecht tätig. Daneben organisierte er als Geschäftsführer den 66. Deutschen Juristentag in Stuttgart. Im Jahr 2007 erfolgte die Ernennung zum Richter am Oberlandesgericht Stuttgart, wo er als Zivilrichter den Senaten für Gesellschaftsrecht zugewiesen war. Singer wurde im Oktober 2009 Vizepräsident des Amtsgerichtes Stuttgart und übernahm 2011 die Leitung der Zentralabteilung im Amt eines Ministerialdirigenten des Ministeriums der Justiz. 2018 wurde er zum Präsidenten des Landgerichtes Stuttgart ernannt.
Am 25. April 2023 wurde Andreas Singer zum Präsidenten des Oberlandesgerichtes Stuttgart ernannt. Er folgte auf Cornelia Horz, die im Mai 2022 in den Ruhestand eingetreten war. Der Ernennung Singers ging ein Streit um die Besetzung des Präsidentenamtes voraus.

### Partei
Singer ist Mitglied der FDP.